# سيلو سبرينغز (أوكلاهوما)
سيلو سبرينغز (بالإنجليزية: Cleo Springs, Oklahoma)‏ هي بلدة أمريكية تقع في الولايات المتحدة في مقاطعة ميجر، أوكلاهوما. يقدر عدد سكانها بـ 326 نسمة ومساحتها 1.5 كم2 وترتفع عن سطح البحر 389 متر.

## التركيبة السكانية
حدّد مكتب تعداد الولايات المتحدة بيانات التركيبة السكانية لسيلو سبرينغز في تعداد الولايات المتحدة. في ما يلي، التركيبة السكانية حسب تعدادي 2000 و2010.

### تعداد عام 2000
بلغ عدد سكان سيلو سبرينغز 326 نسمة بحسب تعداد عام 2000، وبلغ عدد الأسر 135 أسرة وعدد العائلات 91 عائلة مقيمة في البلدة. في حين سجلت الكثافة السكانية 224.8 نسمة لكل كيلومتر مربع (582.2/ميل2). وبلغ عدد الوحدات السكنية 153 وحدة بمتوسط كثافة قدره 105.5 لكل كيلومتر مربع (273.2/ميل2).
وتوزع التركيب العرقي للبلدة بنسبة 98.16% من البيض و1.53% من الأمريكيين الأفارقة و0.31% من عرقين مختلطين أو أكثر و0.31% من الهسبانيون أو اللاتينيون من أي عرق.
بلغ عدد الأسر 135 أسرة كانت نسبة 33.3% منها لديها أطفال تحت سن الثامنة عشر تعيش معهم، وبلغت نسبة الأزواج القاطنين مع بعضهم البعض 59.3% من أصل المجموع الكلي للأسر، ونسبة 5.9% من الأسر كان لديها معيلات من الإناث دون وجود شريك،  بينما كانت نسبة 2.2% من الأسر لديها معيلون من الذكور دون وجود شريكة وكانت نسبة 32.6% من غير العائلات. تألفت نسبة 31.1% من أصل جميع الأسر من عدة أفراد يعيشون في نفس المنزل ونسبة 16.3% كانت تتألف من شخص يعيش بمفرده يبلغ من العمر 65 عاماً أو أكثر. وبلغ متوسط حجم الأسرة المعيشية 2.41، أما متوسط حجم العائلات فبلغ 3.01.
بلغ العمر الوسطي للسكان 40.0 عاماً. وكانت نسبة 23.3% من القاطنين تحت سن الثامنة عشر، وكانت نسبة 11.3% بين الثامنة عشر والرابعة والعشرين عاماً، ونسبة 22.7% كانت واقعةً في الفئة العمرية ما بين الخامسة والعشرين والرابعة والأربعين عاماً، ونسبة 27.3% كانت ما بين الخامسة والأربعين والرابعة والستين، ونسبة 15.3% كانت ضمن فئة الخامسة والستين عاماً فما فوق. يوجد لكل 100 أنثى 87.4 ذكر، ويوجد لكل 100 أنثى في الثامنة عشر من عمرها فما فوق 88.0 ذكر.
بلغ متوسط دخل الأسرة في البلدة 31,250 دولارًا، أما متوسط دخل العائلة فبلغ 39,000 دولارًا. وكان متوسط دخل الذكور 25,781 دولارًا مقابل 15,893 دولارًا للإناث. وسجل دخل الفرد الخاص بالبلدة 14,824 دولارًا. وكانت نسبة 14.1% من العائلات ونسبة 13.9% من السكان تحت خط الفقر، وكان من هؤلاء نسبة 2.8% تحت سن الثامنة عشر ونسبة 20.8% في الخامسة والستين من العمر وما فوق.

### تعداد عام 2010
بلغ عدد سكان سيلو سبرينغز 338 نسمة بحسب تعداد عام 2010، وبلغ عدد الأسر 138 أسرة وعدد العائلات 91 عائلة مقيمة في البلدة. في حين سجلت الكثافة السكانية 233.1 نسمة لكل كيلومتر مربع (603.7/ميل2). وبلغ عدد الوحدات السكنية 155 وحدة بمتوسط كثافة قدره 106.9 لكل كيلومتر مربع (276.9/ميل2).
وتوزع التركيب العرقي للبلدة بنسبة 92.60% من البيض و0.59% من الأمريكيين الأفارقة و0.89% من الأمريكيين الأصليين و0.30% من الأمريكيين ذوي الأصول الآسيوية و4.44% من الأعراق الأخرى و1.18% من عرقين مختلطين أو أكثر و7.40% من الهسبانيون أو اللاتينيون من أي عرق.
بلغ عدد الأسر 138 أسرة كانت نسبة 32.6% منها لديها أطفال تحت سن الثامنة عشر تعيش معهم، وبلغت نسبة الأزواج القاطنين مع بعضهم البعض 55.8% من أصل المجموع الكلي للأسر، ونسبة 7.2% من الأسر كان لديها معيلات من الإناث دون وجود شريك،  بينما كانت نسبة 2.9% من الأسر لديها معيلون من الذكور دون وجود شريكة وكانت نسبة 34.1% من غير العائلات. تألفت نسبة 29% من أصل جميع الأسر من عدة أفراد يعيشون في نفس المنزل ونسبة 13.8% كانت تتألف من شخص يعيش بمفرده يبلغ من العمر 65 عاماً أو أكثر. وبلغ متوسط حجم الأسرة المعيشية 2.45، أما متوسط حجم العائلات فبلغ 3.04.
بلغ العمر الوسطي للسكان 35.6 عاماً. وكانت نسبة 25.1% من القاطنين تحت سن الثامنة عشر، وكانت نسبة 8.6% بين الثامنة عشر والرابعة والعشرين عاماً، ونسبة 26.6% كانت واقعةً في الفئة العمرية ما بين الخامسة والعشرين والرابعة والأربعين عاماً، ونسبة 23.4% كانت ما بين الخامسة والأربعين والرابعة والستين، ونسبة 16.3% كانت ضمن فئة الخامسة والستين عاماً فما فوق. وتوزع التركيب الجنسي للسكان بنسبة 47% ذكور و53% إناث.

## أعلام
- ستيف أوين